# Карвакрол
Карвакрол або цимофенол (англ. сarvacrol, англ. cymophenol), C6H3(CH3)(OH)C3H7, є монотерпеноїдом фенолу. Має характерний гострий, теплий запах орегано.

## Походження у природі
Карвакрол міститься в ефірній олії Орегано (англ. Origanum vulgare), олії тим'яну (чебрецю), олії з хрінниці, і дикого бергамоту. Ефірна олія підвиду тим'яну містить від 5 % до 75 % карвакролу, тоді як підвид Чабер (англ. Satureja) має вміст від 1 % до 45 %. Майоран (англ. Origanum majorana) і Материнка критська (англ. Dittany of Crete) багаті на карвакрол, 50 % і 60-80 % відповідно.
Він також міститься в текілі та мексиканському орегано (англ. Lippia graveolens) із родини вербенових.

## Синтез і похідні
Карвакрол може бути отриманий синтетично кількома шляхами. Злиття цимолсульфокислоти з їдким калієм призводить до десульфування. При дії азотистої кислоти на 1-метил-2-аміно-4- пропілбензол здійснюється діазотування. Було також продемонстровано тривале нагрівання камфори та йоду або карвону з крижаною фосфорною кислотою. Встановлено дегідрування карвону з паладієво-вугільним каталізатором.
Його також отримують трансалкілуванням ізопропілованих крезолів.
Видобувається з олії материнки за допомогою 50 % розчину калію. Це густе масло, яке застигає при 20 °C до маси кристалів з температурою плавлення 0 °C, температура кипіння 236—237 °C. Окислення хлоридом заліза перетворює його на дикарвакрол, тоді як пентахлорид фосфору перетворює його на хлорцимол.

## Антимікробні ефекти
In vitro карвакрол має антимікробну дію проти 25 різних фітопатогенних бактерій і штамів, включаючи: Cladosporium herbarum, Pseudomonas syringae, і таких грибів, як Penicillium glabrum, Fusarium verticillioides /F. moniliforme, Rhizoctonia solani , Sclerotinia sclerotiorum і Phytophthora capsici.

## Конкурсний статус
- Британська фармакопея[20]